# Lieftinckia ramosa
Lieftinckia ramosa är en trollsländeart som beskrevs av Maurits Anne Lieftinck 1987. Lieftinckia ramosa ingår i släktet Lieftinckia och familjen flodflicksländor. IUCN kategoriserar arten globalt som otillräckligt studerad. Inga underarter finns listade i Catalogue of Life.